# 難波站 (大阪市高速電氣軌道)
難波站（日语：／ Namba eki */?）是位於日本大阪府大阪市中央區和浪速區，屬於大阪市高速電氣軌道（大阪地下鐵）的鐵路車站。御堂筋線、四橋線和千日前線等3條路線皆在此站停靠。
本站與南海電氣鐵道的難波站相同，導覽顯示、站名牌等統一以平假名的「なんば」（Namba）顯示，這是由於漢字“難波”也可以訓讀作“なにわ（Naniwa，漢字又作「浪速」）”。但車票等顯示則採用漢字的正式站名「難波」。

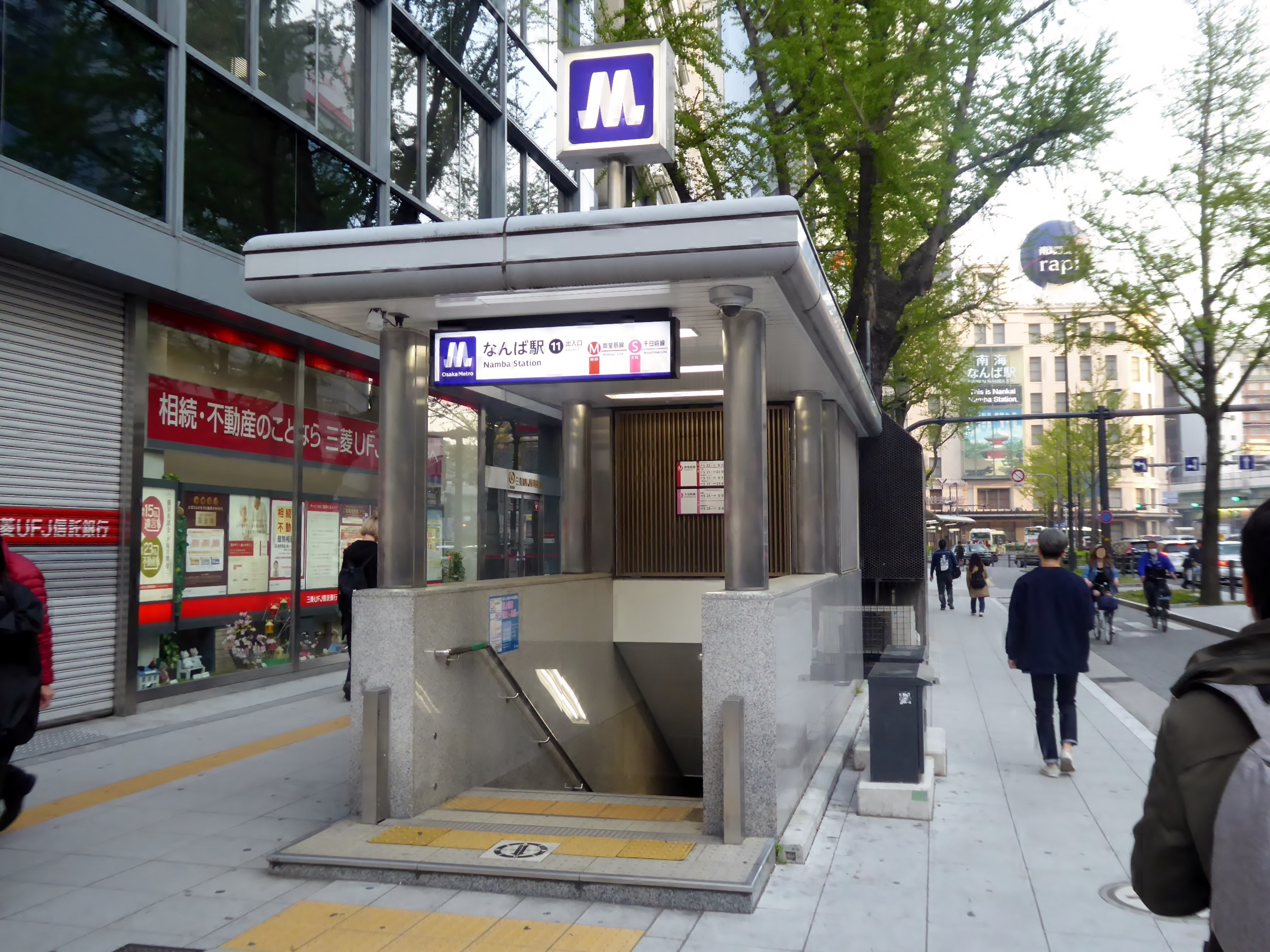
11號出入口(2018年4月)

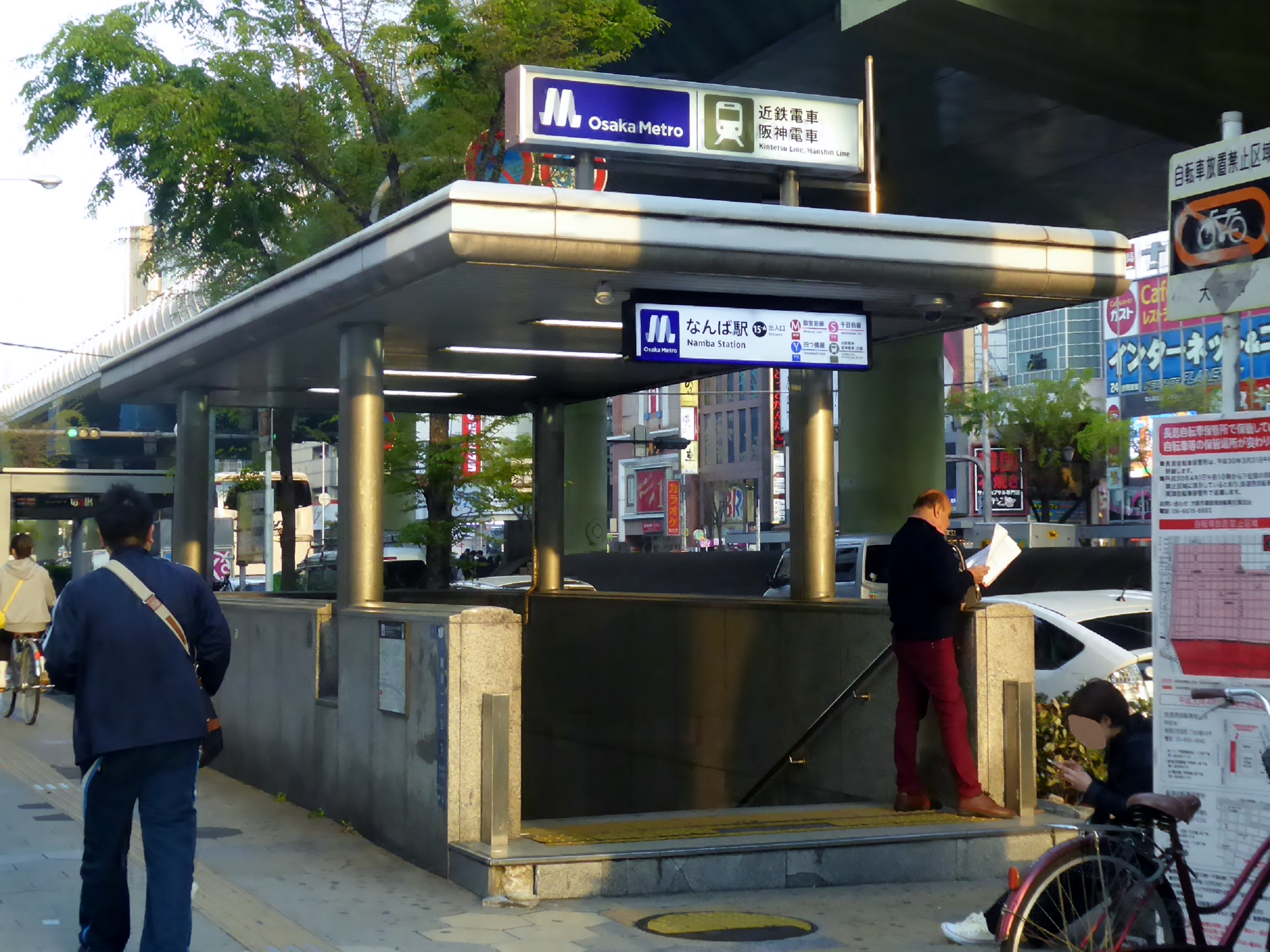
15A出入口(2018年4月)

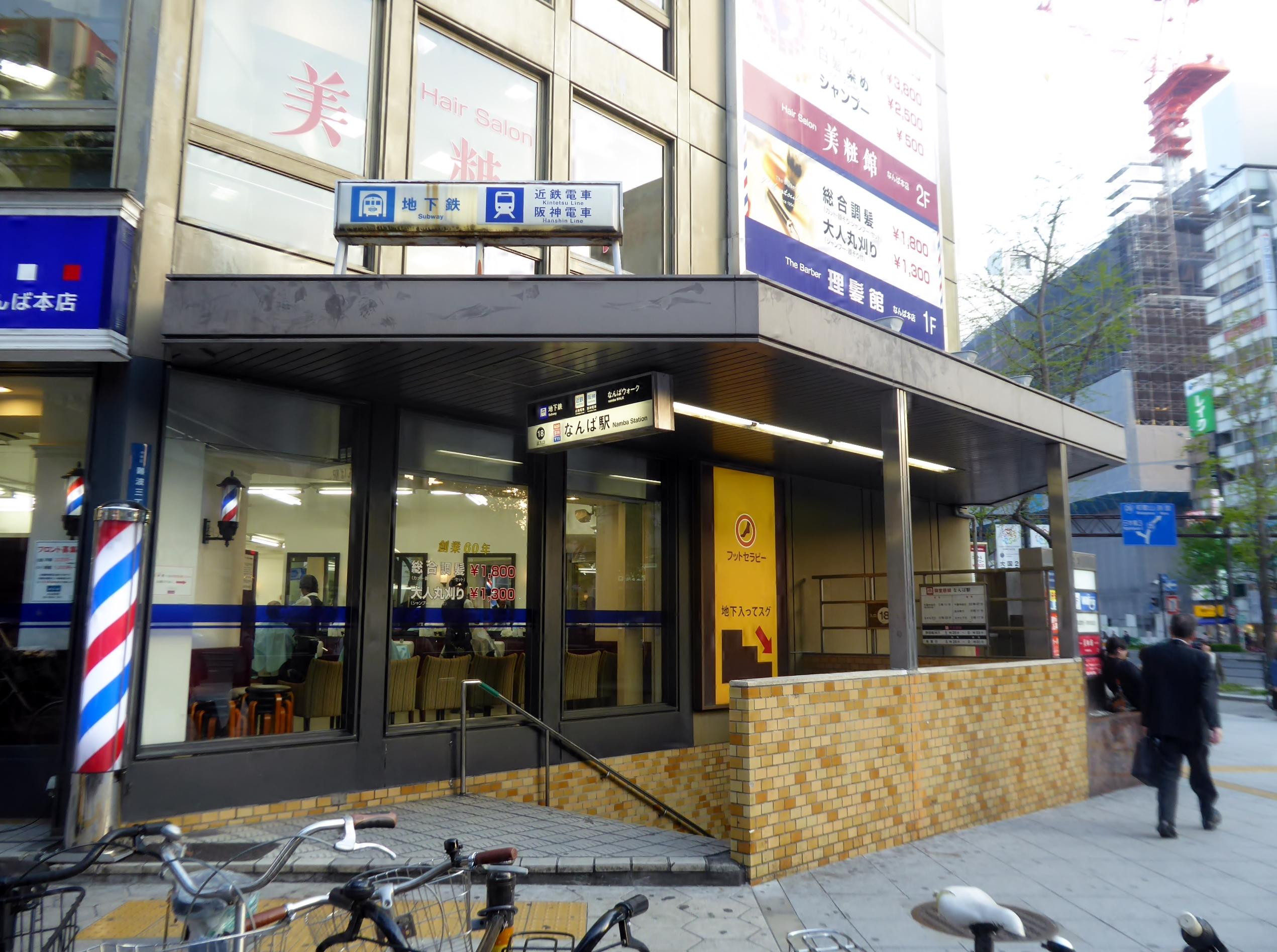
18號出入口(2018年4月)

## 歷史
- 1935年（昭和10年）10月30日 - 1號線（現時御堂筋線）心齋橋－難波站延伸段通車。
- 1965年（昭和40年）10月1日 - 3號線（現時四橋線）西梅田－大國町站延伸段通車，當時標記為「難波元町站」的難波站啟用。
- 1970年（昭和45年）3月11日 - 伴隨千日前線櫻川－谷町九丁目站的通車，四橋線的難波元町站與難波站統一。
- 1982年（昭和57年）10月 - 車站改良工程開工。
- 1987年（昭和62年）3月15日 - 御堂筋線難波站新2號月台完工[1]。自此1號及2號月台完全分離[1]。
- 2013年（平成25年）10月31日 - 車站中設施「ekimo難波」啟用。
- 2014年（平成26年）10月 - 千日前線月台的月台門啟用。

## 車站構造

### 月台
| 月台         | 路線         | 目的地                           |              |
| 御堂筋線月台 | 御堂筋線月台 | 御堂筋線月台                     | 御堂筋線月台 |
| ------------ | ------------ | -------------------------------- | ------------ |
| 1            | 御堂筋線     | 天王寺、我孫子、中百舌鳥方向     |              |
| 2            | 御堂筋線     | 梅田、新大阪、江坂、箕面萱野方向 |              |
| 四橋線月台   |              |                                  |              |
| 1            | 四橋線       | 花園町、住之江公園方向           |              |
| 2            | 四橋線       | 西梅田方向                       |              |
| 千日前線月台 |              |                                  |              |
| 1            | 千日前線     | 鶴橋、南巽方向                   |              |
| 2            | 千日前線     | 阿波座、野田阪神方向             |              |

北南驗票閘口(2012年9月)
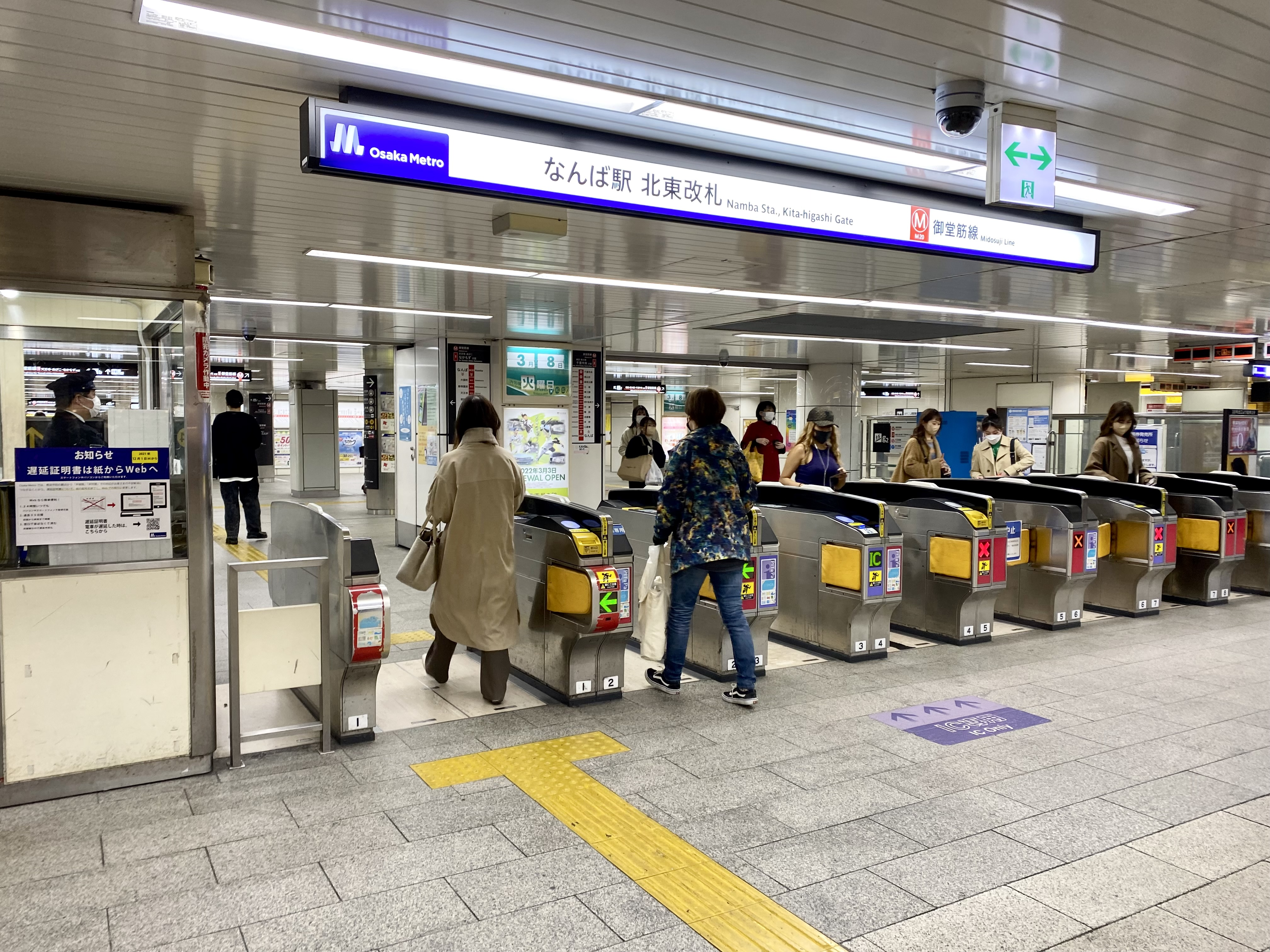
北東驗票閘口(2022年3月)
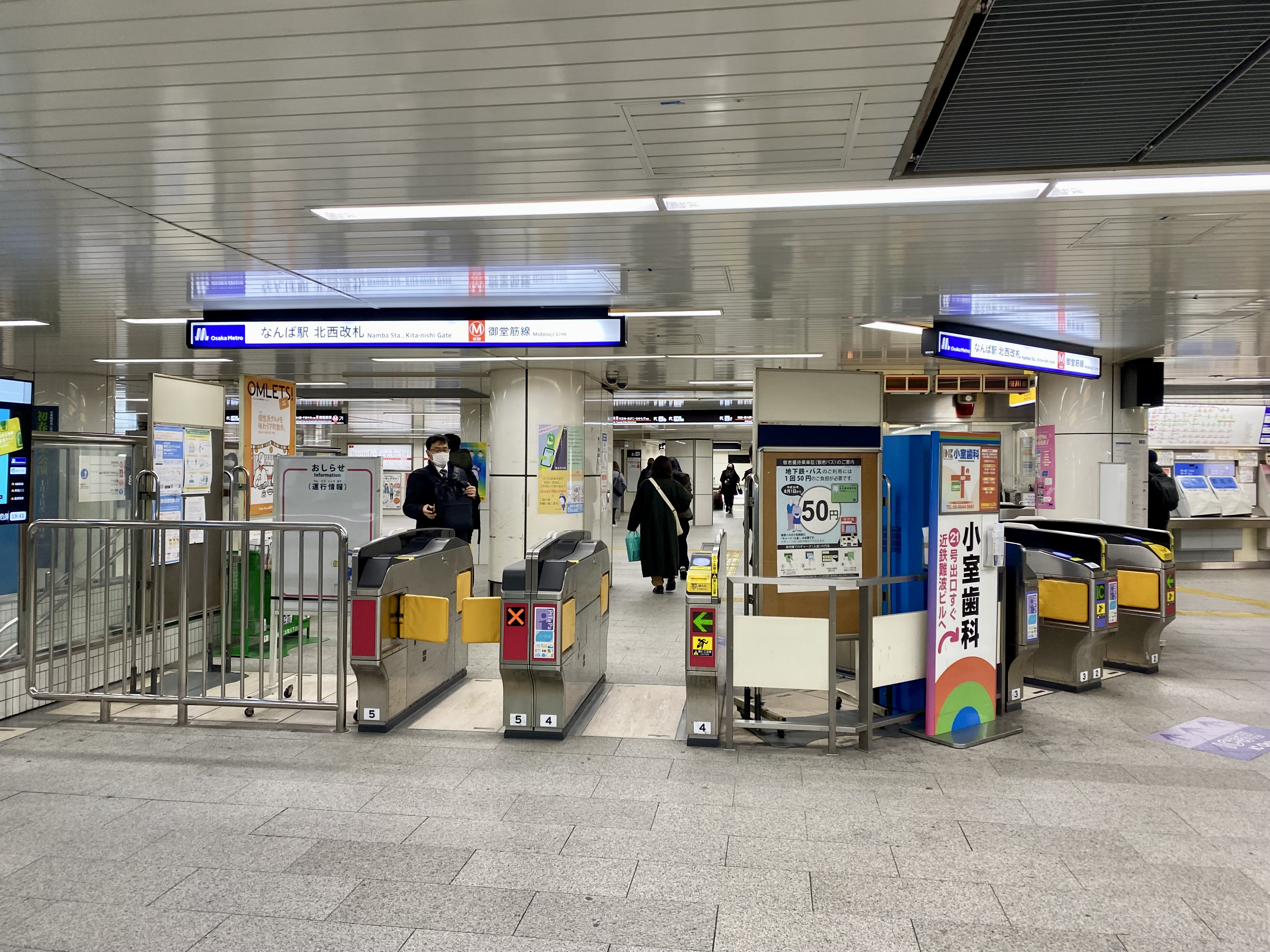
北西驗票閘口(2022年1月)
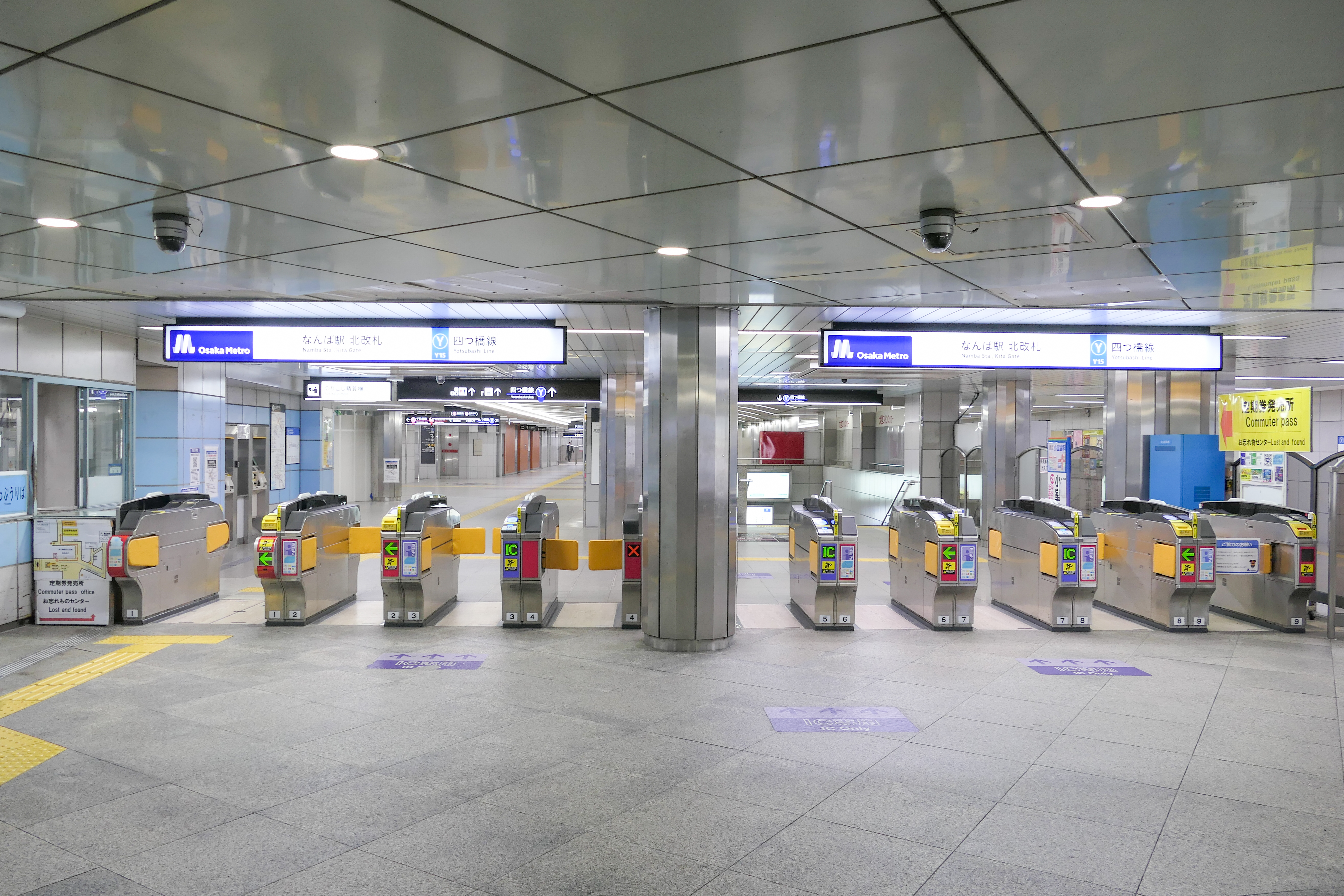
北驗票閘口(2023年12月)
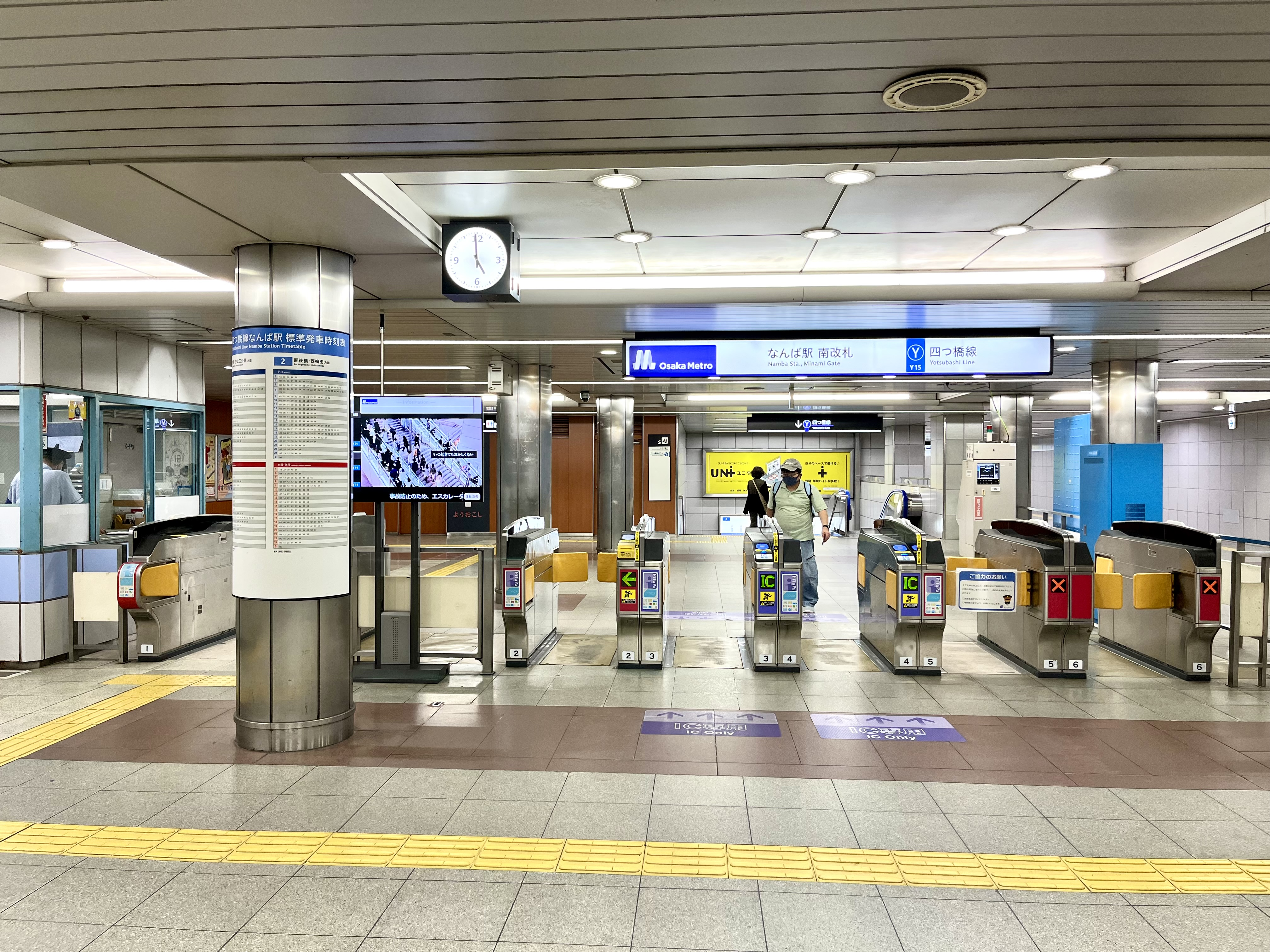
南驗票閘口(2023年7月)
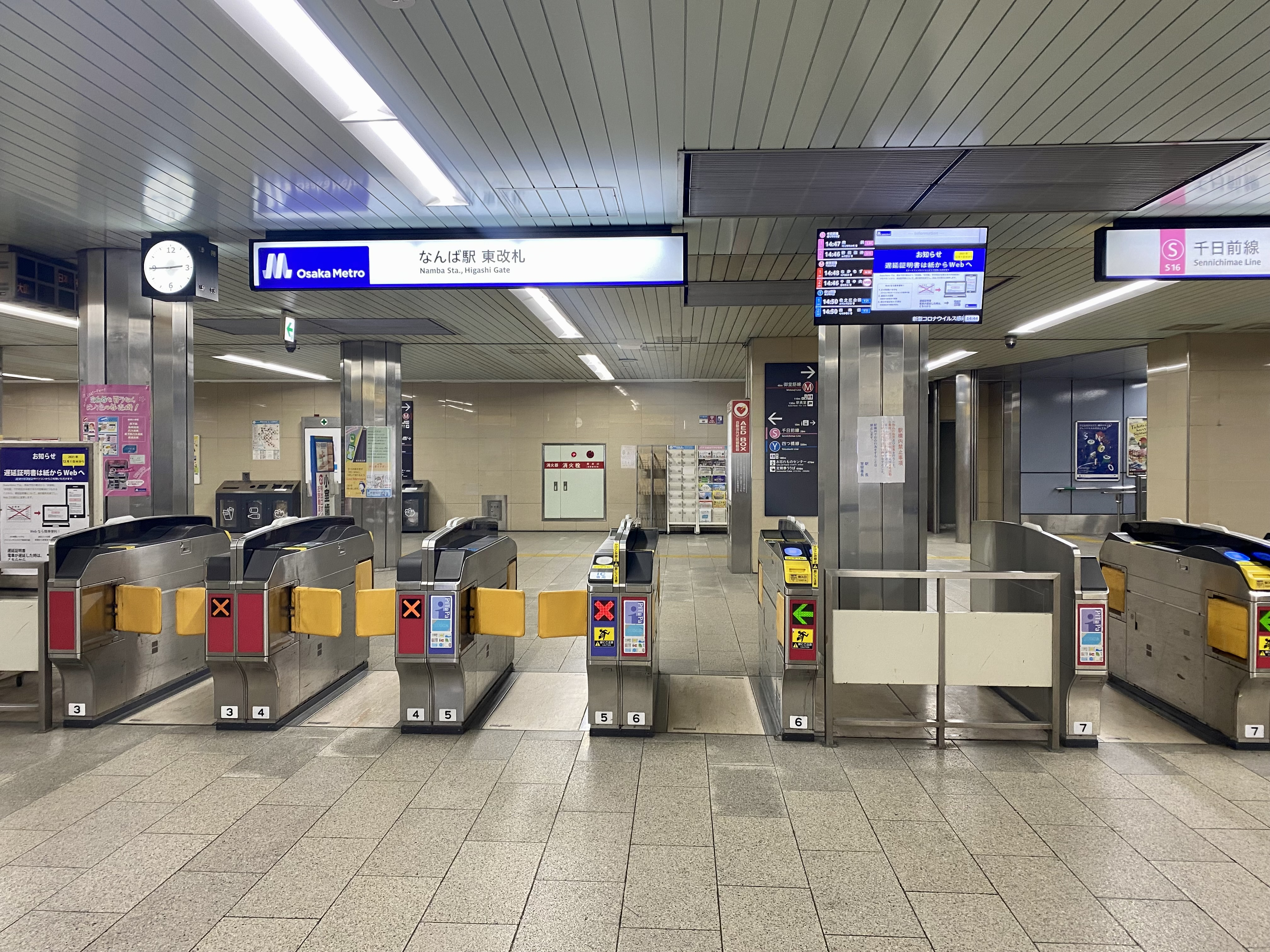
東驗票閘口(2022年1月)
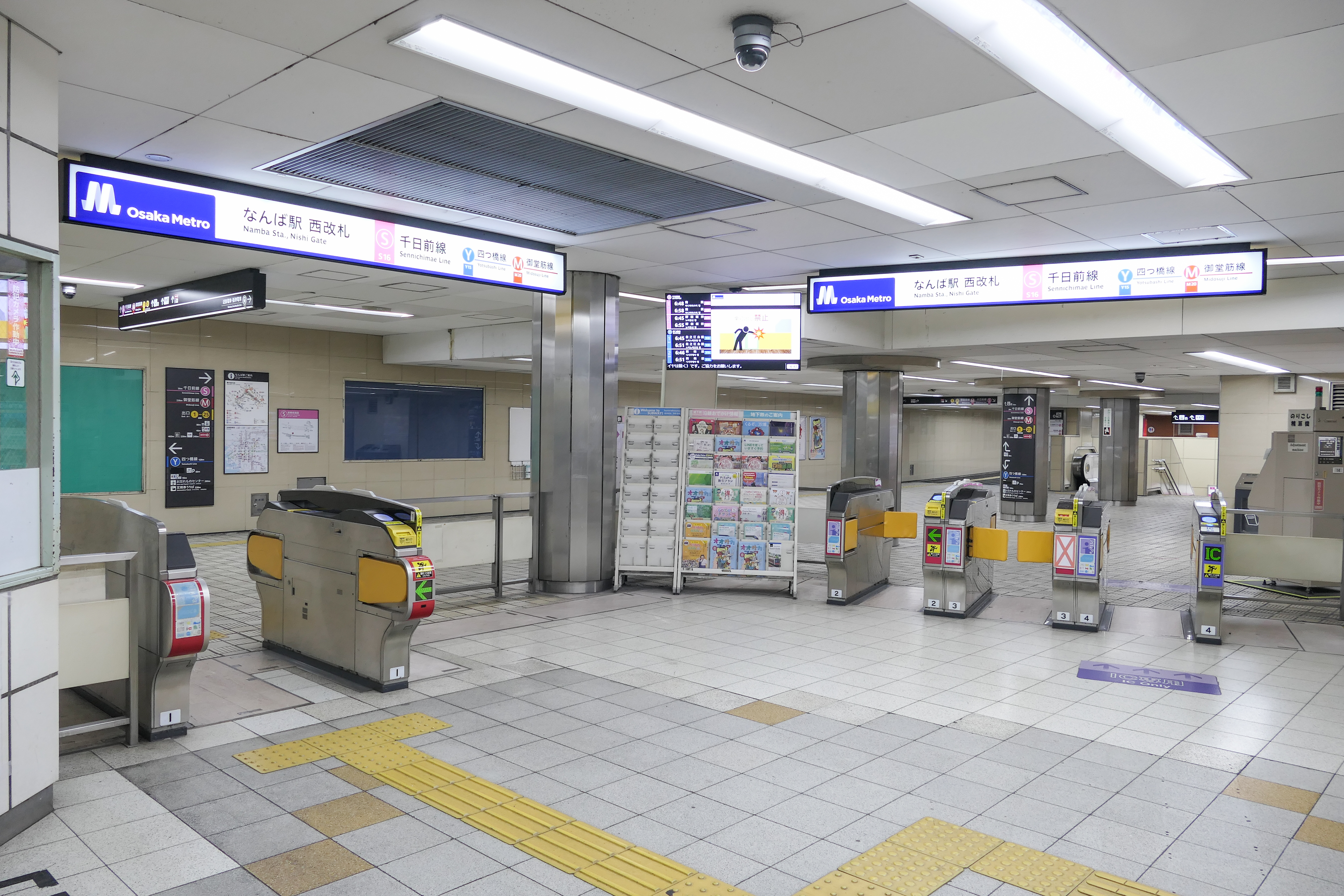
西驗票閘口(2023年12月)
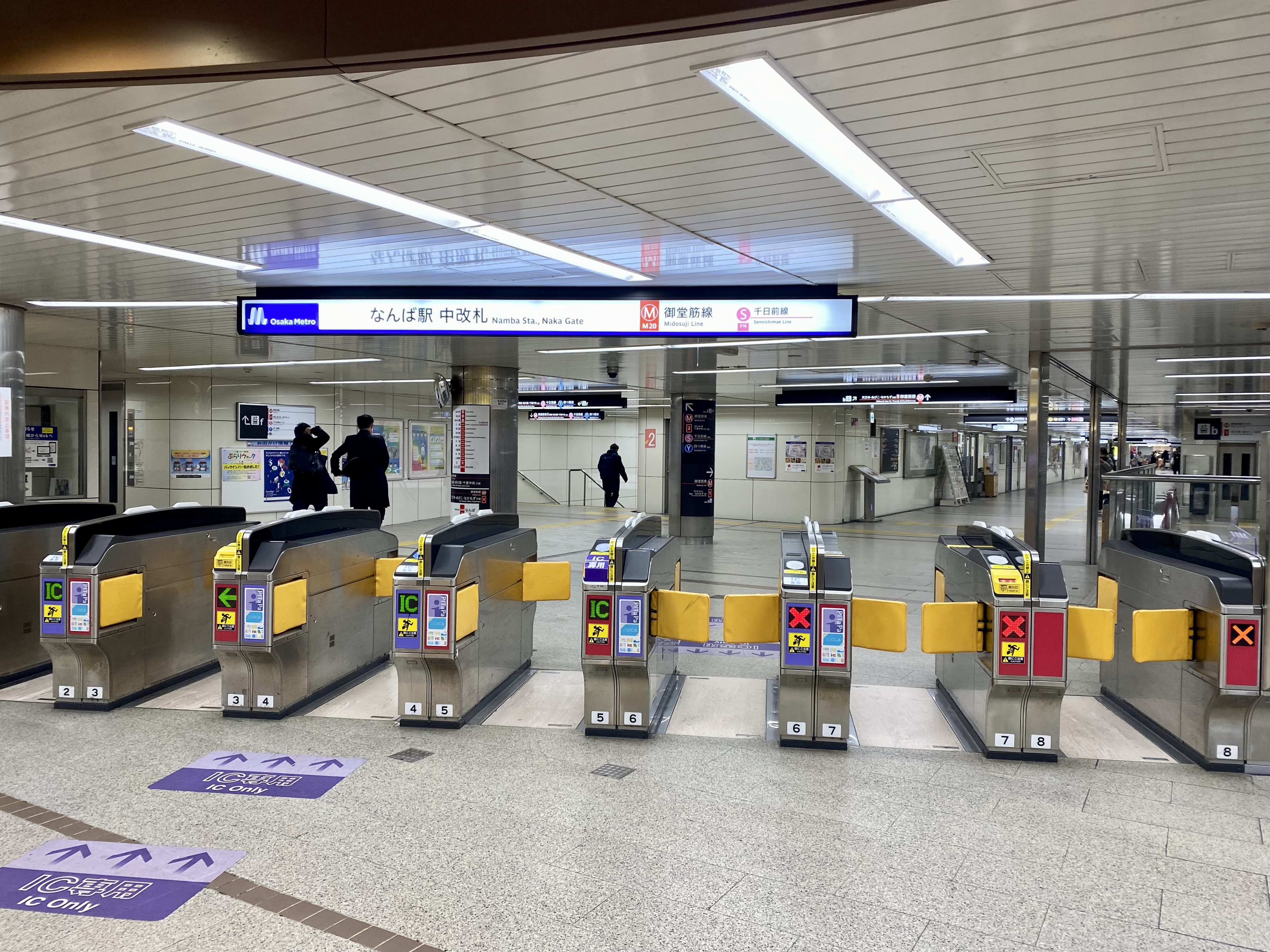
中驗票閘口(2022年1月)
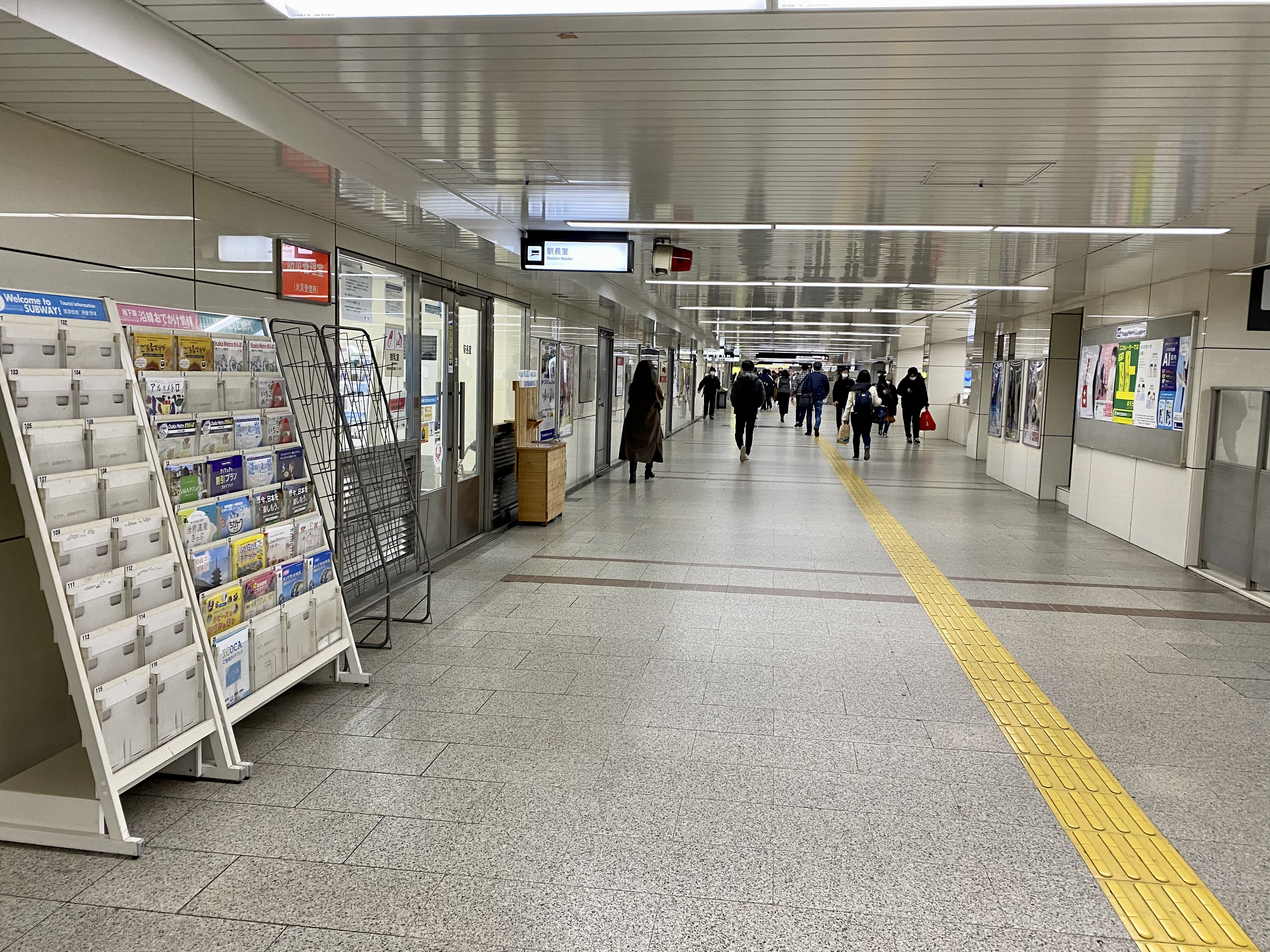
御堂筋線大堂(2022年3月)
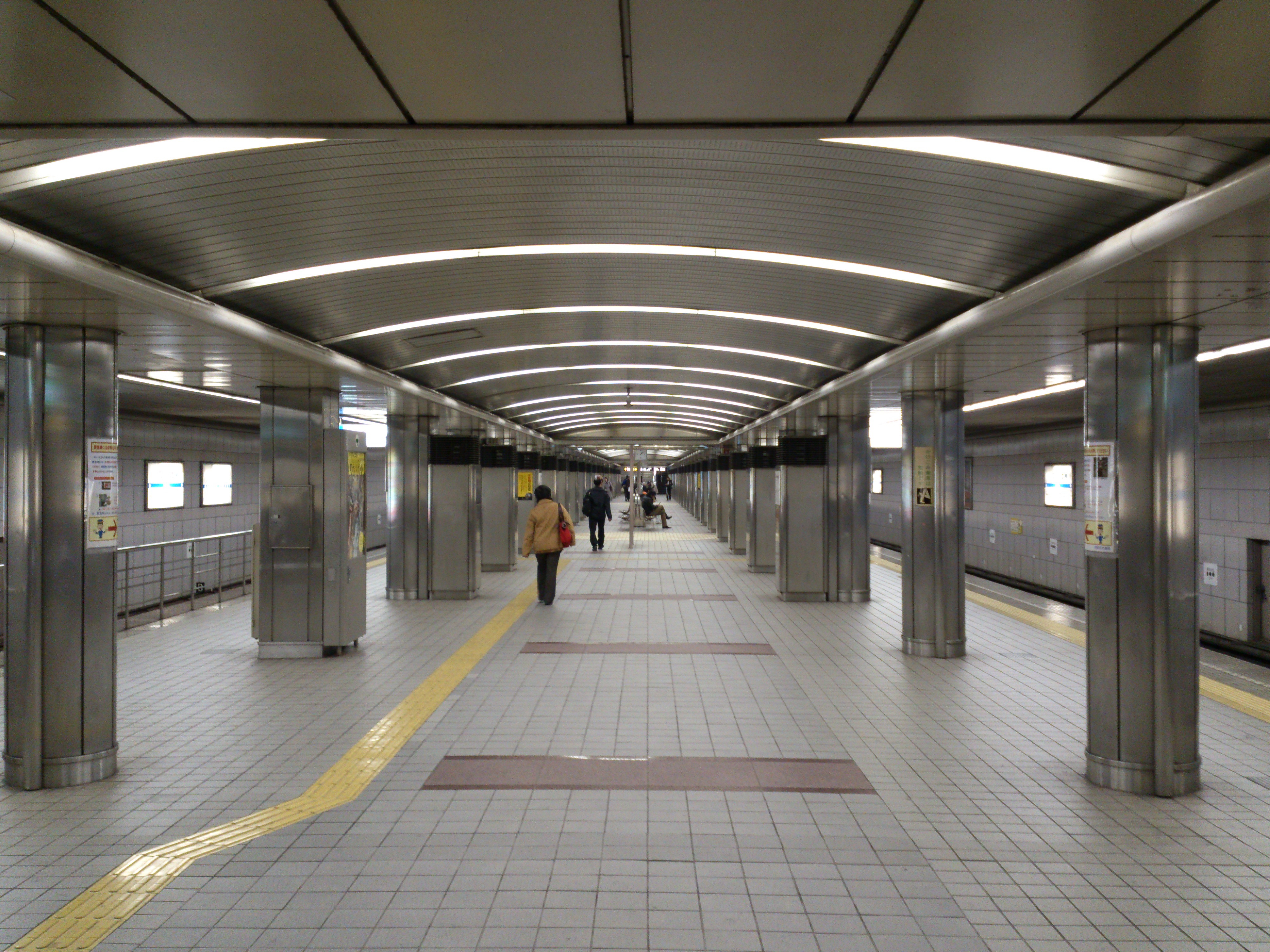
四橋線月台(2012年12月)
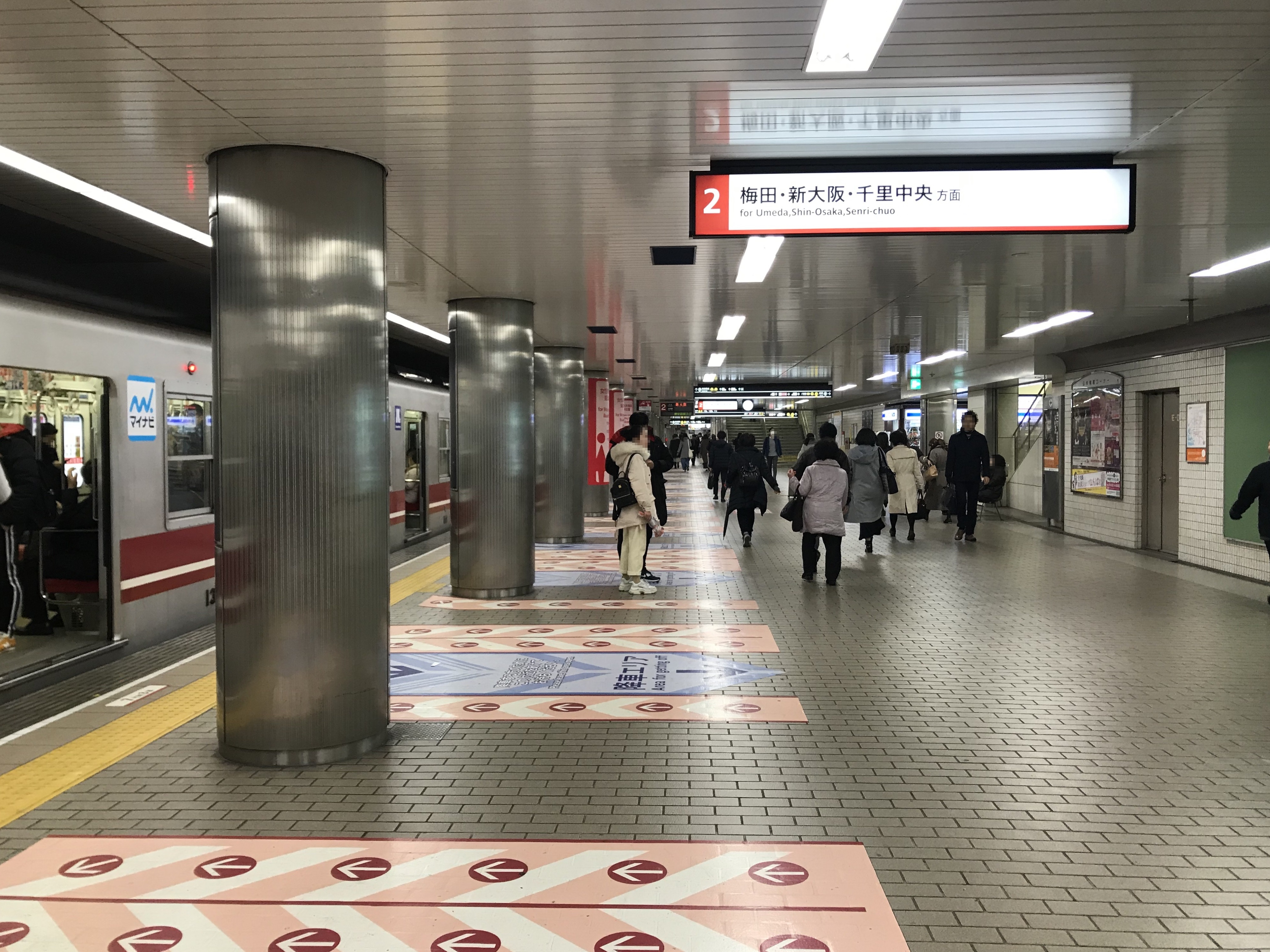
御堂筋線月台(2019年1月)
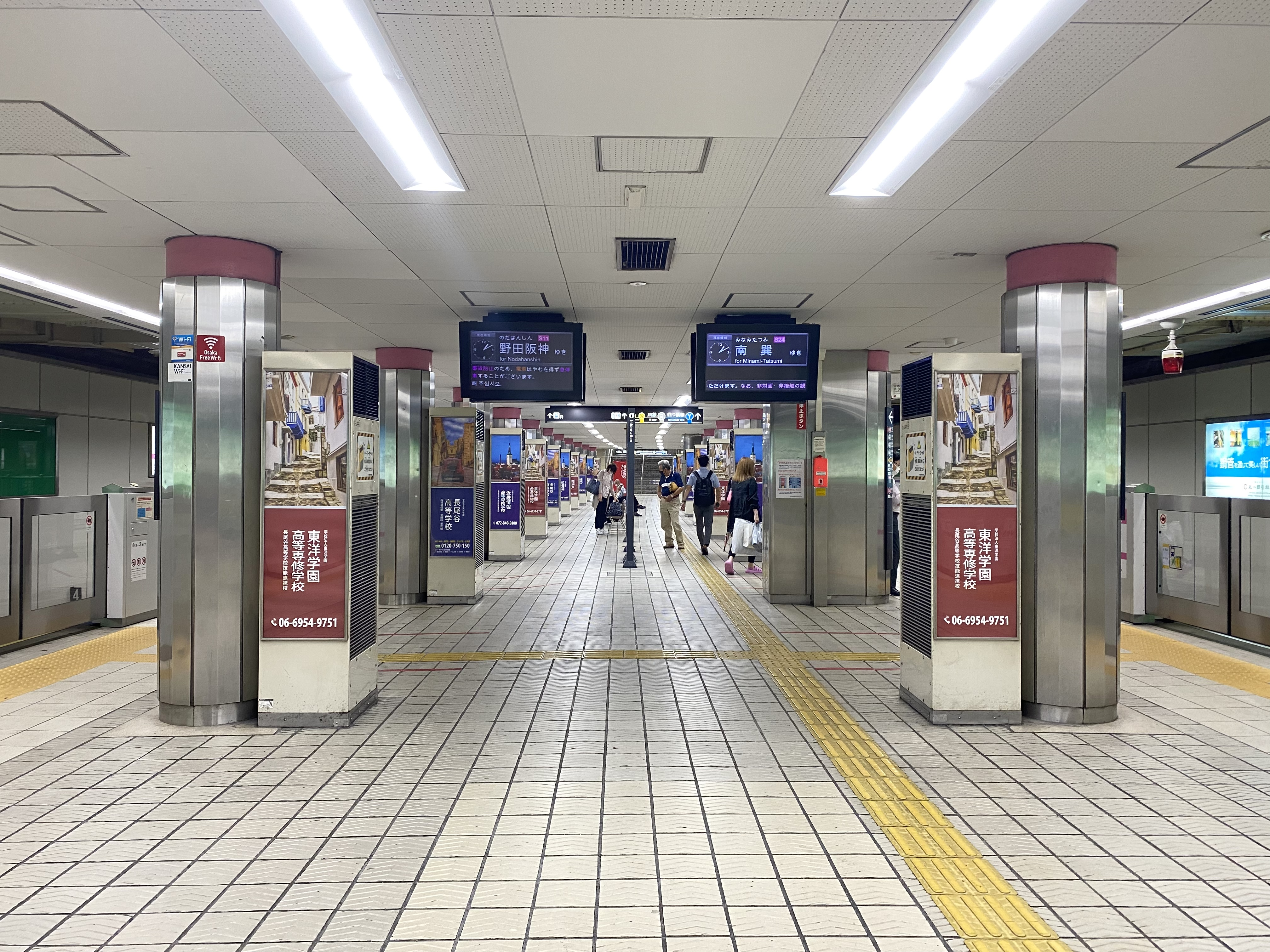
千日前線月台(2022年9月)
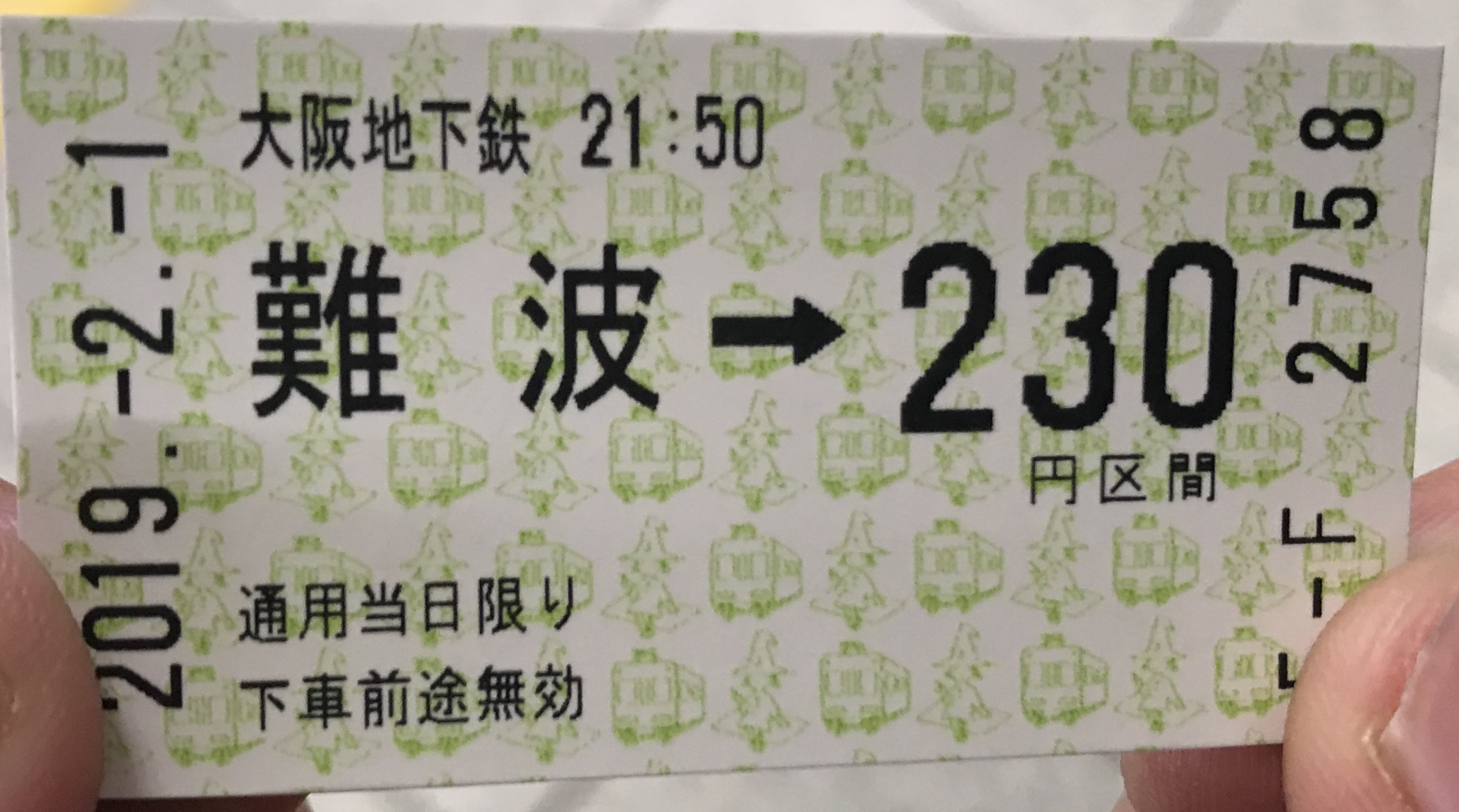
乘車券的站名以「難波」標記

### 洗手間
洗手间位于南北、东北、西、北、南检票口内。

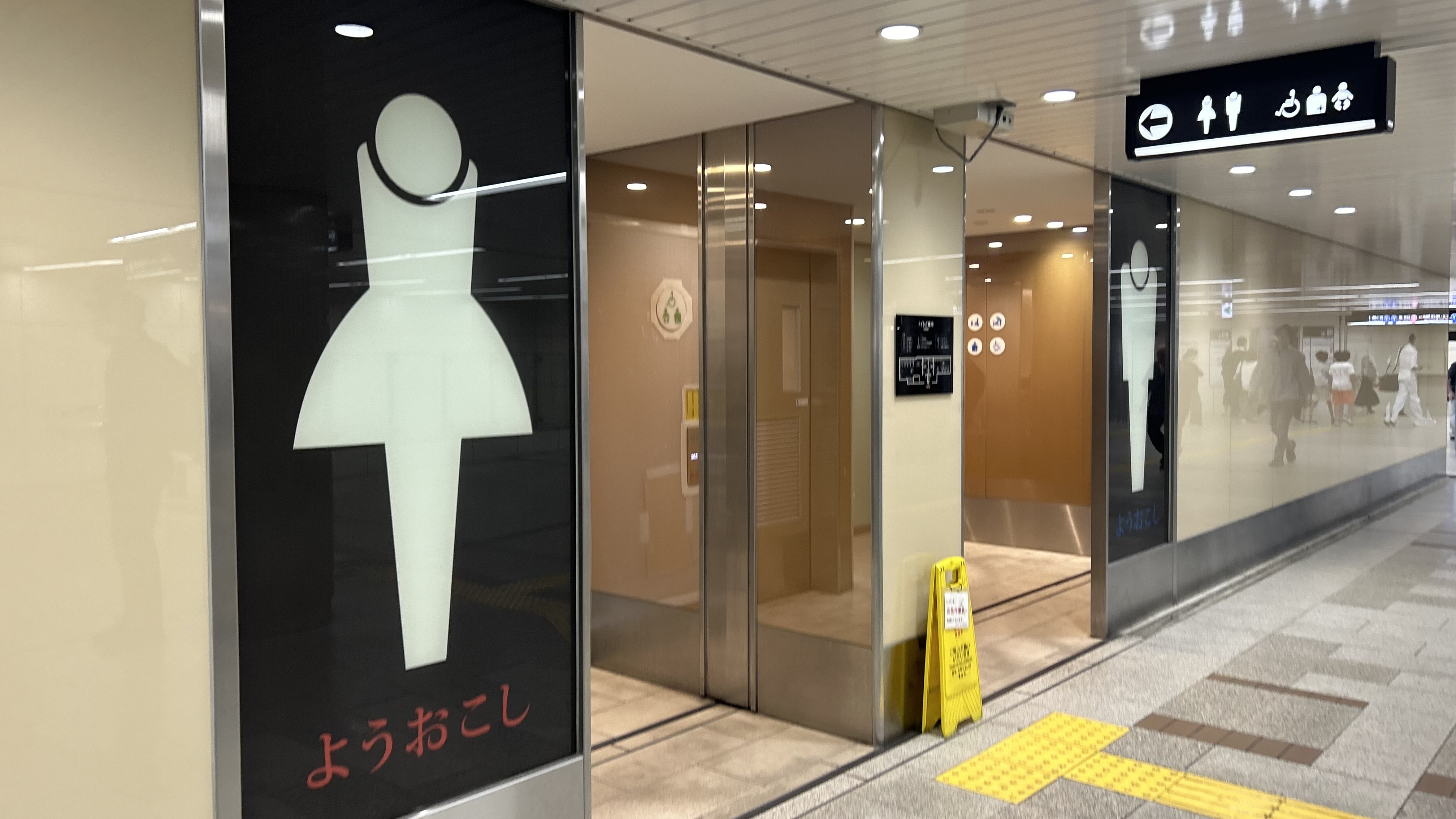
南北检票口内洗手間
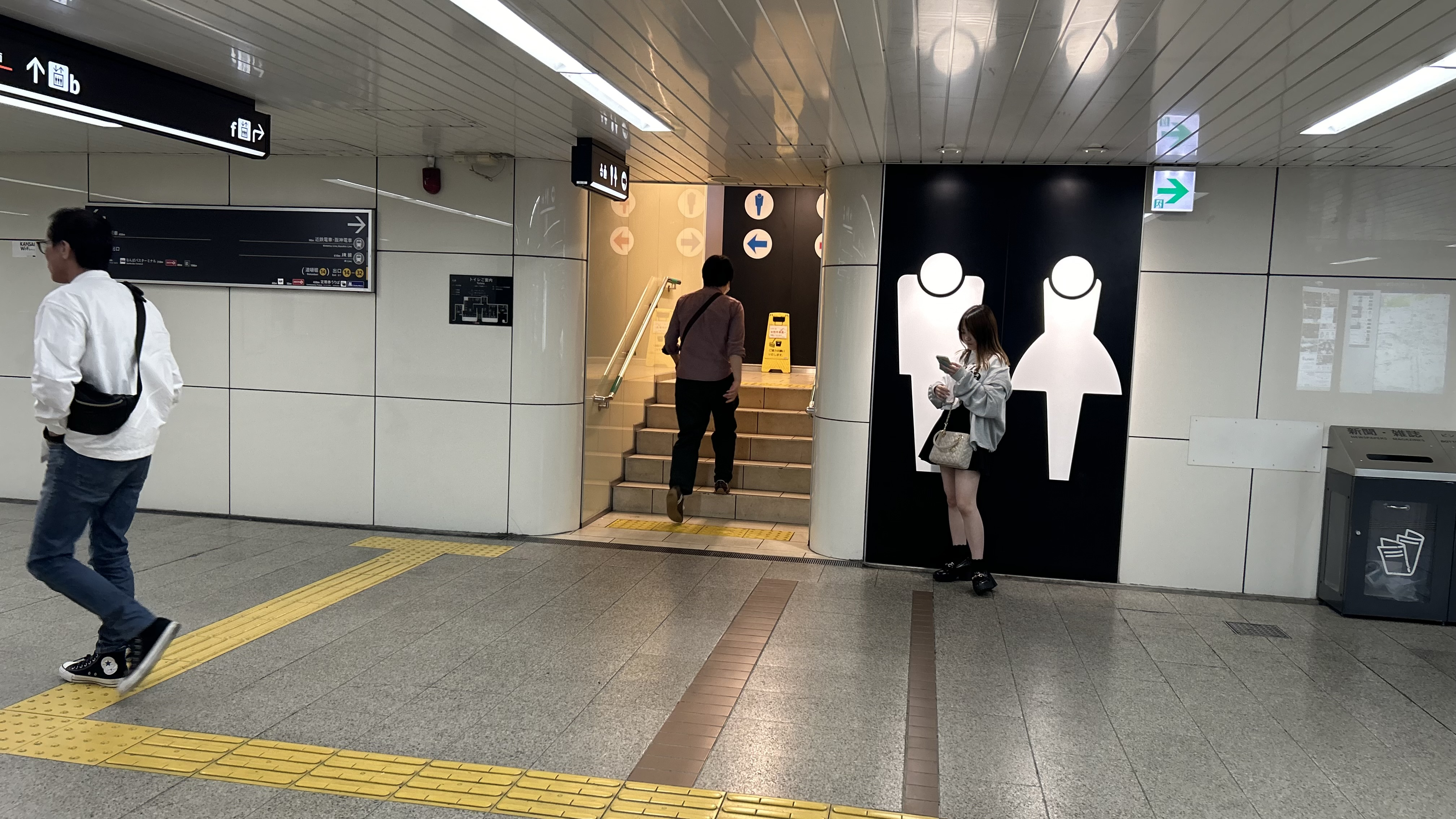
东北检票口内洗手間
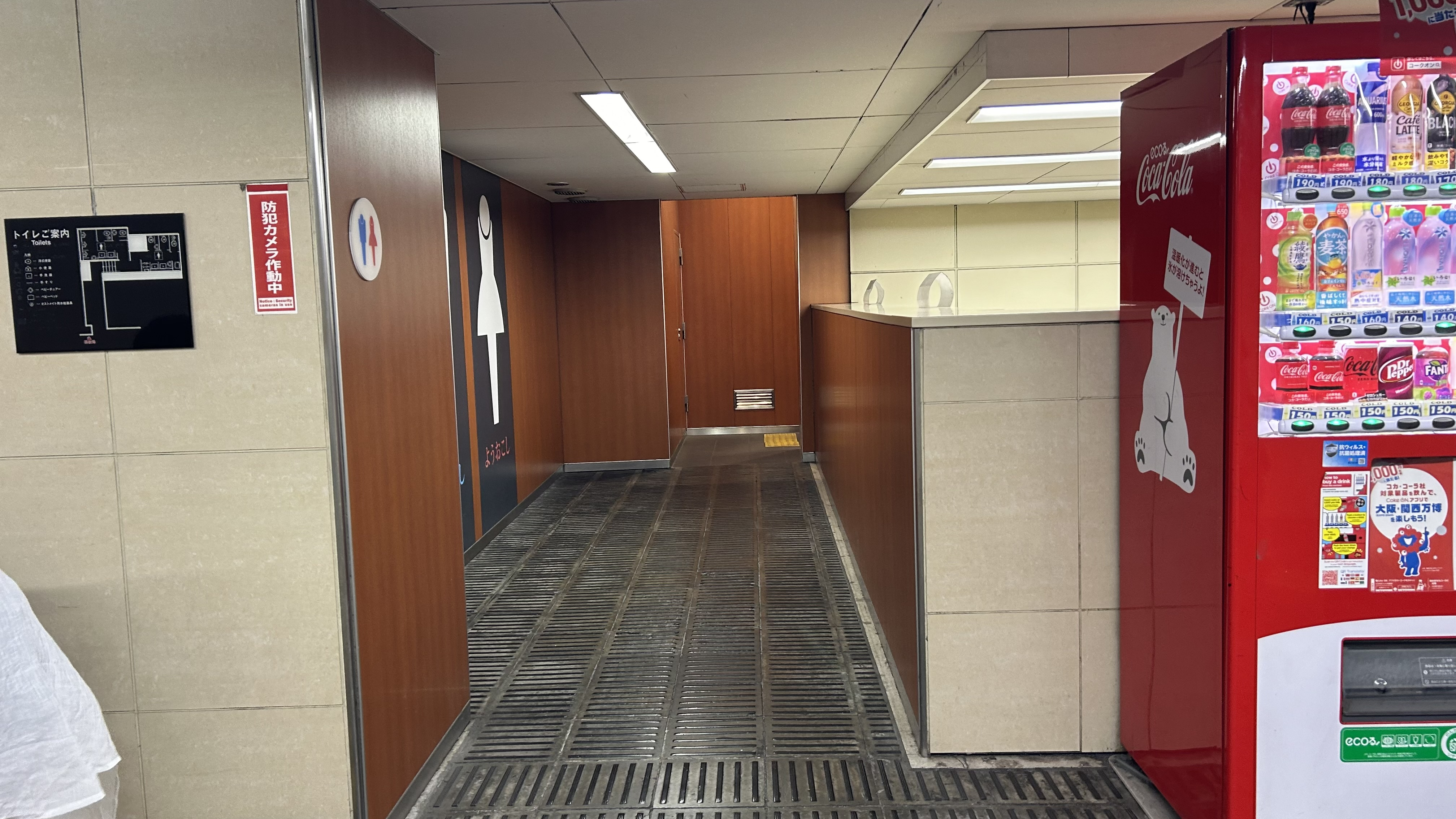
西检票口内洗手間
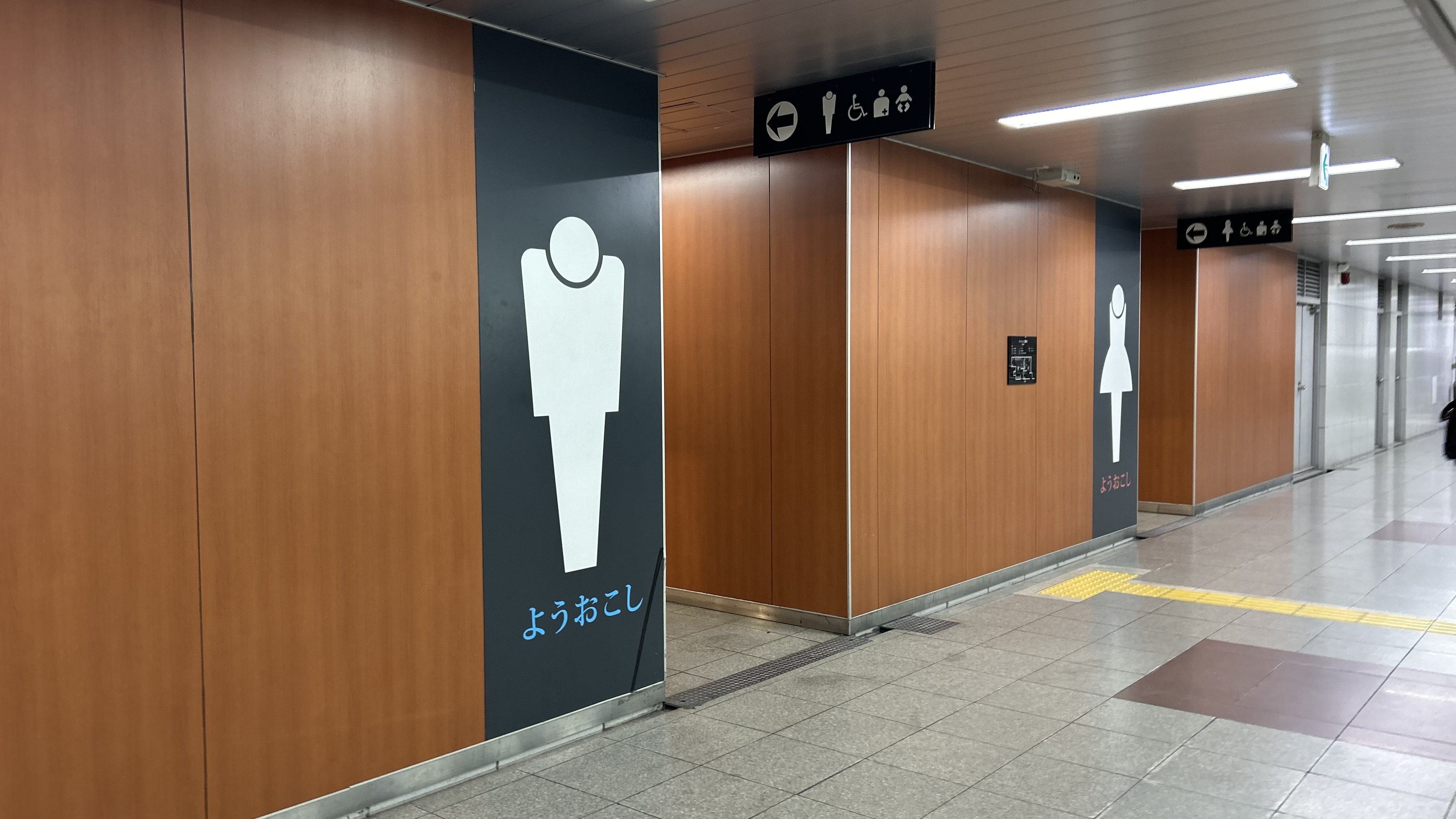
北检票口内洗手間
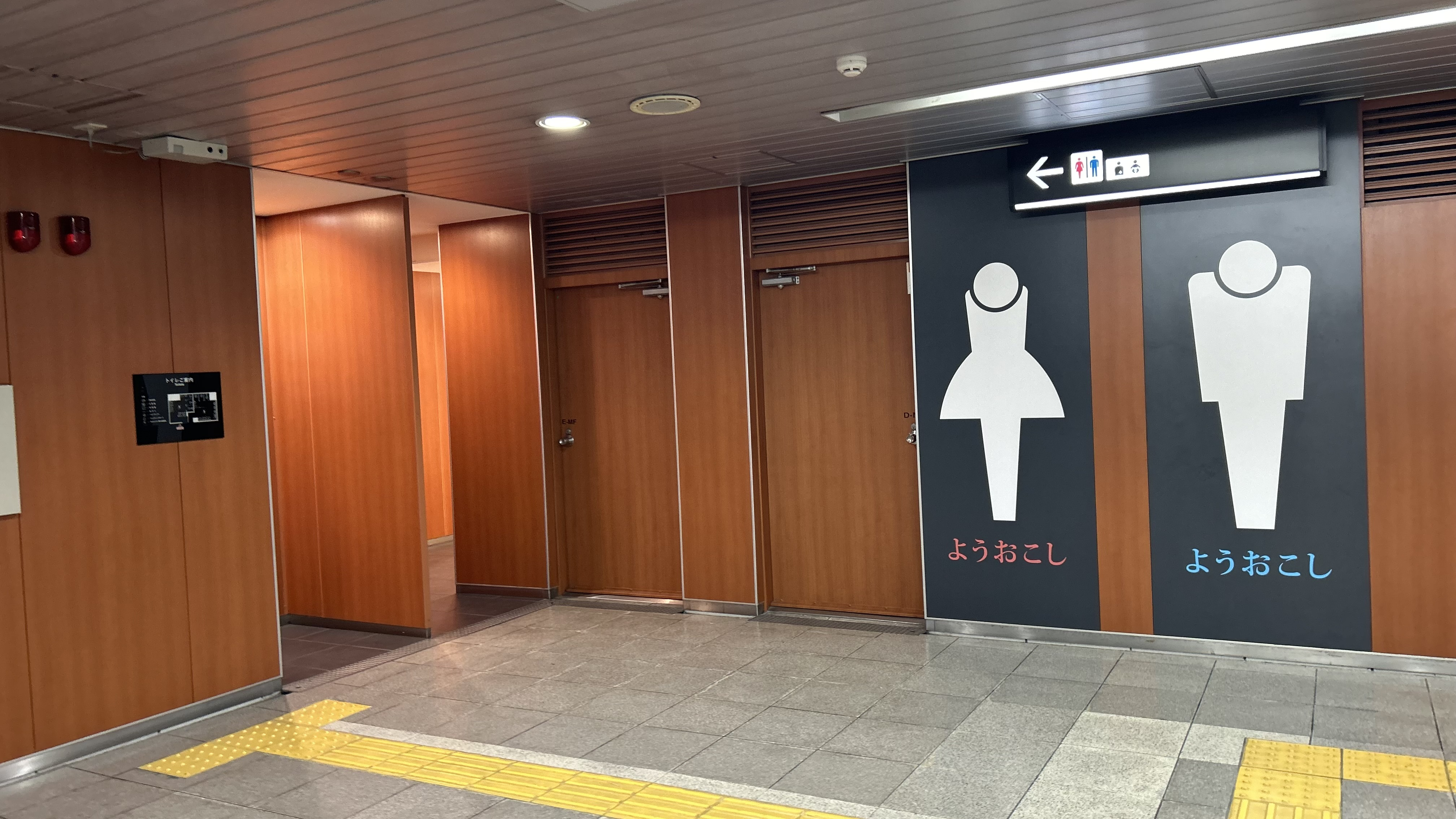
南检票口内洗手間

## 利用狀況
2018年11月13日1日上下車人次為358,624人（上車人次：176,554人，下車人次：182,070人）。大阪市營地下鐵的車站僅次於梅田站，排行第2位。
大阪南區中心車站之一，與泡沫爆破並行開業阪神難波線之時上下車人次大減。一段時期下跌至33萬人，之後平穩，2014年以後再有增加傾向。
各年度1日上車、下車、上下車人次數如下表。基於交通量調查的特定日1日上車、下車、上下車人次。
| 年度               | 調查日   | 上車人次 | 下車人次 | 上下車人次 | 來源   |
| ------------------ | -------- | -------- | -------- | ---------- | ------ |
| 1985年（昭和60年） | 11月12日 | 235,996  | 230,232  | 466,228    | [ 3 ]  |
| 1987年（昭和62年） | 11月10日 | 233,719  | 227,625  | 461,344    | [ 4 ]  |
| 1990年（平成02年） | 11月06日 | 233,150  | 237,180  | 470,330    | [ 5 ]  |
| 1995年（平成07年） | 2月15日  | 199,148  | 231,583  | 430,731    | [ 6 ]  |
| 1998年（平成10年） | 11月10日 | 214,191  | 182,638  | 396,829    | [ 7 ]  |
| 2007年（平成19年） | 11月13日 | 183,031  | 188,022  | 371,053    | [ 8 ]  |
| 2008年（平成20年） | 11月11日 | 179,192  | 182,833  | 362,025    | [ 9 ]  |
| 2009年（平成21年） | 11月10日 | 167,736  | 175,299  | 343,035    | [ 10 ] |
| 2010年（平成22年） | 11月09日 | 165,065  | 169,558  | 334,623    | [ 11 ] |
| 2011年（平成23年） | 11月08日 | 163,480  | 167,710  | 331,190    | [ 12 ] |
| 2012年（平成24年） | 11月13日 | 162,166  | 168,360  | 330,526    | [ 13 ] |
| 2013年（平成25年） | 11月19日 | 163,726  | 168,256  | 331,982    | [ 14 ] |
| 2014年（平成26年） | 11月11日 | 169,024  | 174,112  | 343,136    | [ 15 ] |
| 2015年（平成27年） | 11月17日 | 172,834  | 182,147  | 354,981    | [ 16 ] |
| 2016年（平成28年） | 11月08日 | 167,771  | 175,245  | 343,016    | [ 17 ] |
| 2017年（平成29年） | 11月14日 | 173,746  | 179,144  | 352,890    | [ 18 ] |
| 2018年（平成30年） | 11月13日 | 176,554  | 182,070  | 358,624    |        |

## 相鄰車站
大阪市高速電氣軌道（大阪地下鐵）
 御堂筋線
心齋橋（M19）－難波（M20）－大國町（M21）
 四橋線
四橋（Y14）－難波（Y15）－大國町（Y16）
 千日前線
櫻川（S15）－難波（S16）－日本橋（S17）

## 外部連結
- 車站Guide：難波（御堂筋線） - Osaka Metro
- 車站Guide：難波（四橋線） - Osaka Metro
- 車站Guide：難波（千日前線） - Osaka Metro